# レイトン教授と幻影の森
『レイトン教授と幻影の森』（レイトンきょうじゅとげんえいのもり）は小学館より2010年12月15日に発売された小説。原案・監修は株式会社レベルファイブ、原作は日野晃博、著者は柳原慧。

## 概要
本作はレイトン教授シリーズノベル作品第3弾。サイズはB6判で、全316ページ。

## あらすじ
不思議な一団に連れ去られてしまうウェディング姿のレミ。そんなレミを追ってレイトンとルークは、奇妙な村へと足を踏み入れていく。「幻影の森」と呼ばれる不思議な土地には、一体どんなナゾが隠されているのか……!?

## 登場人物
エルシャール・レイトン
本作の主人公。イギリスのロンドンにあるグレッセンヘラーカレッジの考古学教授。ナゾに深い造詣があり、スコットランドヤードからも事件の捜査協力を求められるなど、ロンドンではちょっとした有名人である。如何なる場合においても英国紳士としての嗜みを忘れない。
ルーク・トライトン
11歳の英国少年。自称レイトン教授の一番弟子。動物と自在に話せる能力を持つ。
レミ・アルタワ
レイトン教授の正式助手。格闘技が得意で写真撮影が趣味。
クランプ・グロスキー警部
スコットランドヤード所属。驚異の運動能力を持つ刑事。
アストン・ブルーム
幻影の森の中にある「ネバーレイス」の村に住む富豪の青年。
サニア・コーネル
1年前のある事故により眠り続ける美女。
村長
「ネバーレイス」の村長。呪われた文字盤のナゾをレイトンに託す。
ジャン・デスコール
正体不明の仮面の科学者。古代文明のナゾを追っているらしい。

## ナゾ
ナゾ制作は、ゲーム本編のナゾも担当している小野寺紳による。
イラストは高村律欧。全17問収録。子供から大人まで充分楽しめる解きごたえのあるナゾになっている。

## 書誌情報
- 2010年12月20日初版発行（12月15日発売）[1]、ISBN 9784092897298